# Џин Отри (Оклахома)
Џин Отри (енгл. Gene Autry) град је у америчкој савезној држави Оклахома.

## Демографија
По попису из 2010. године број становника је 158, што је 59 (59,6%) становника више него 2000. године.
| Група             | 2000.      | 2010.       |
| Белци             | 75 (75,8%) | 118 (74,7%) |
| Афроамериканци    | 5 (5,1%)   | 14 (8,9%)   |
| Азијати           | 1 (1,0%)   | 1 (0,6%)    |
| Хиспаноамериканци | 8 (8,1%)   | 6 (3,8%)    |
| Укупно            | 99         | 158         |